# Halligers
Het Halligers is het Noord-Friese dialect dat men spreekt op de Duitse Halligen, vooral op Hooge en Langeneß.
Hoewel dit dialect inheems is op eilanden, rekent men het niet bij het Eiland-Noord-Fries, maar bij het Vastewal-Noord-Fries, omdat het dialect nog de meeste verwantschap vertoont met het Goesharders. Desondanks kan men nog het beste stellen dat het Halligers op geen enkel ander dialect lijkt: er hebben enkele ongekende klankmutaties in plaatsgevonden. Dit is des te opmerkelijker als men bedenkt hoe klein de populatie van de Halligen is: de eilanden hebben bij elkaar niet meer dan driehonderd inwoners.
Doordat de populatie zo klein is, is dit dialect in onze tijd in verval geraakt. In zo'n kleine gemeenschap zal men heden ten dage meestal een partner van elders kiezen, zodat de taal niet wordt doorgegeven. Ook ontbreken door de geringe sprekersbasis leermiddelen en geschreven teksten nagenoeg volledig. In de bundel van Noord-Friese vertalingen van Theodor Storms Häwelmann komt evenwel ook een Halliger vertaling voor. Op zowel Langeneß als Hooge zijn er piepkleine heemkundeverenigingen die zich met het dialect bezighouden; cursussen worden er evenwel niet gegeven. Het Nordfriisk Instituut beschouwt het Halligers als "acuut met uitsterven bedreigd".